# NGC 7808
NGC 7808 (другие обозначения — PGC 243, MCG -2-1-13, NPM1G -11.0001, IRAS00009-1101) — линзообразная галактика (S0) в созвездии Кит.
Галактика достаточно сильно удалена от центра Сверхскопления Персея-Рыб, однако лучевая скорость и красное смещение говорят о том, что  галактика вероятно относится к  нему.
Этот объект входит в число перечисленных в оригинальной редакции «Нового общего каталога».